# Живогошче

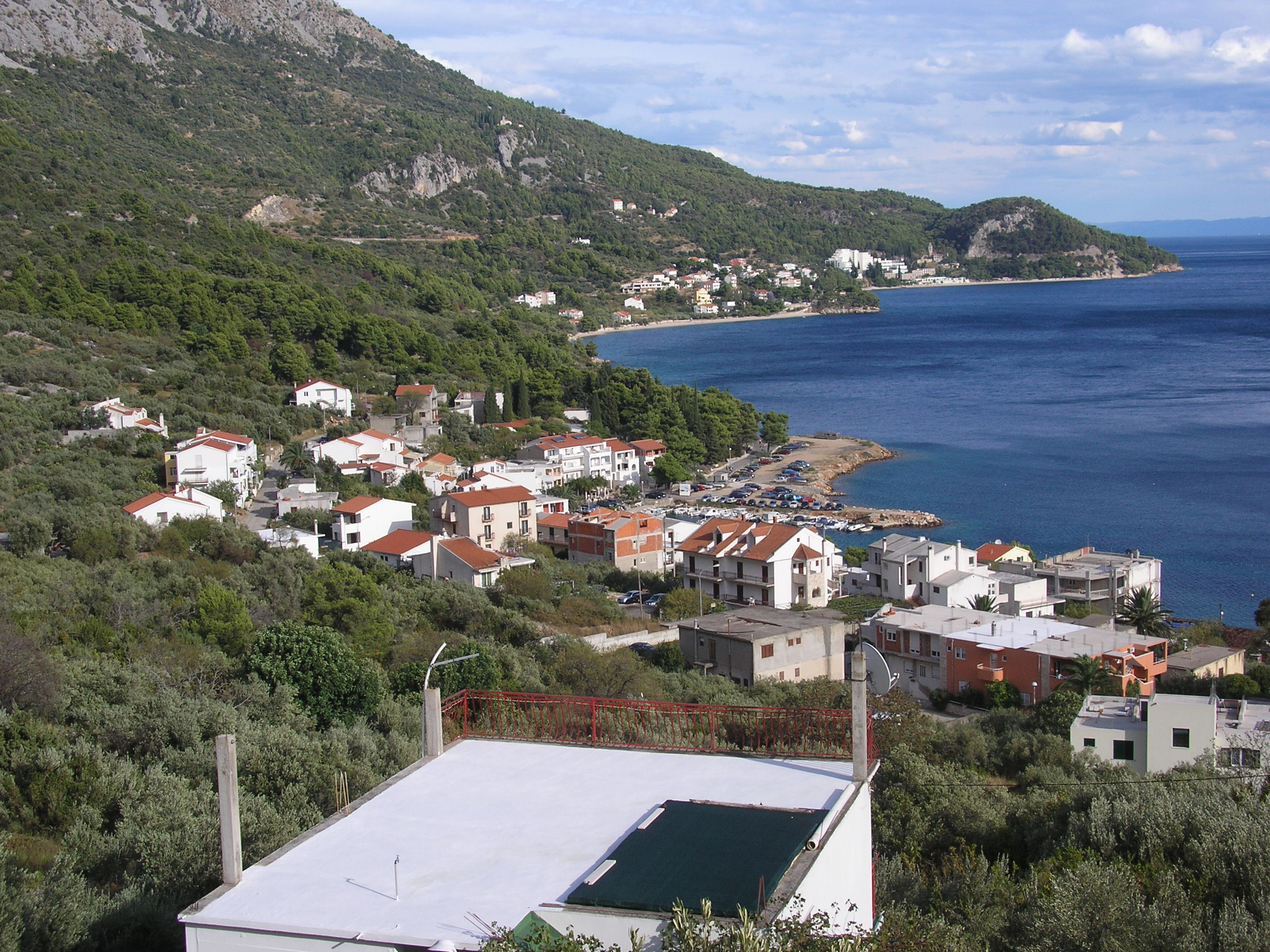

Живого́шче (хорв. Živogošće) — курортный посёлок на Макарской ривьере, в Южной Далмации, Хорватия. Входит в состав жупании Сплит-Далмация, община Подгора. Живогошче расположено в 20 километрах к югу от города Макарска, и в 13 км от посёлка Подгора. От Сплита посёлок отделяют 80 км, от Дубровника — 120. Население по данным переписи 2001 года — 538 человек. Популярный курорт. Чуть выше посёлка проходит Адриатическое шоссе.
Живогошче вытянуто полосой около километра вдоль морского побережья с пляжами, курортной набережной и небольшим яхтенным причалом. Сам посёлок состоит из трёх бывших деревень, а ныне частей Живогошче — Порат, Мала Дуба и Блато. Выше посёлка начинаются сначала предгорья, а затем и сам горный хребет Биоково. Самая высокая гора в окрестностях Живогошче — Сутвид (1155 м).
Из исторических достопримечательностей выделяется францисканский монастырь, основанный в 1616 году.
Главная сфера деятельности жителей — туристическое обслуживание. В Живогошче есть один большой отель «Нимфа» и более десятка частных апартаментов и мини-отелей.